# Кримська АРСР (1991—1992)
Кримська АРСР — територіальна автономія, що існувала у складі Української РСР, а пізніше України з 1991 по 1992 роки. Займала майже всю територію Кримського півострова, окрім північної частини Арабатської стрілки.

## Створення
1989 Верховною Радою СРСР депортація кримських татар визнана злочинною і незаконною. Необхідність відновлення Кримської АРСР було затверджено в Постанові ВР СРСР «Про висновки і пропозиції комісій з проблем радянських німців і кримськотатарського народу» від 28.11.1989 № 845-1, в якій зазначалося, що «відновлення прав кримськотатарського народу не може бути здійснено без відновлення автономії Криму шляхом утворення Кримської АРСР у складі Української РСР. Це відповідало б інтересам як кримських татар, так і представників інших національностей, що проживають нині в Криму». (Опубліковано: Відомості Верховної Ради СРСР, 1989, 29 листопада (№ 25). С. 669 (№ 495).
У листопаді 1990 року питання про відновлення Кримської АРСР було поставлено Кримською обласною радою.
20 січня 1991 року у Кримській області відбувся референдум з питання «відтворення» Кримської АРСР як суб'єкта СРСР і учасника Союзного договору. Явка перевищила 81 %, за відновлення Кримської АРСР проголосувало 93 %; згодом день референдуму став відзначатися в республіці як «День Автономної Республіки Крим».
Керуючись підсумками референдуму, 12 лютого 1991 року Верховна Рада Української РСР прийняла Закон «Про відновлення Кримської Автономної Радянської Соціалістичної Республіки», згідно статті 1 якого Кримська АРСР проголошувалась у межах території Кримської області у складі Української РСР. Вищим органом державної влади на території Кримської АРСР, згідно з цим законом, тимчасово (до прийняття Конституції Кримської АРСР і створення конституційних органів державної влади) була визнана Кримська обласна Рада народних депутатів. 22 березня 1991 року Кримську обласну Раду народних депутатів було перетворено у Верховну Раду Кримської АРСР, і їй було доручено розробити Конституцію Криму. Через 4 місяці, 19 червня, згадка про кримську автономію була включена до Конституції Української РСР 1978 року.
Як писав голова Національного Руху Кримських татар та виконувач обов'язків голови комітету у справах депортованих народів Кримського облвиконкому Османов Юрій Бекірович, Кримська влада саботувала Постанову ВР СРСР «Про висновки і пропозиції комісій з проблем радянських німців і кримськотатарського народу» від 28.11.1989 № 845-1. Замість виконання постанови «Про відновлення національної Кримської АРСР» проголосили референдум про відтворення Кримської АРСР. Кримська влада всіляко саботувала реабілітацію кримськотатарського народу і відновлення його в правах.
26-30 червня 1991 в Сімферополі відбувся Курултай, на якому була прийнята Декларація про національний суверенітет кримськотатарського народу. Декларація вимагала надання Криму суверенітету за етнічною ознакою та створення національної кримськотатарської держави. Учасники Курултаю вимагали не визнавати результати референдуму 20 січня 1991 та не створювати в Криму територіальну автономну республіку, де владу буде формувати проста більшість населення, яка була некримськотатарською. Однак Курултай не зміг добитися скасування результатів референдуму.

## Розпад СРСР
24 серпня 1991 року Верховна Рада УРСР проголошує незалежність України та оголошує про припинення дії Конституції УРСР і СРСР на території уже колишньої УРСР. Замість них повинна діяти Конституція України. 4 вересня 1991 року надзвичайна сесія Верховної Ради автономії прийняла Декларацію про «державний суверенітет» Республіки Крим, де говорилося про прагнення створити правову демократичну державу в складі України, при цьому вважаючи Крим учасником Союзного договору.
1 грудня 1991 на всеукраїнському референдумі 54 % жителів Криму, які взяли участь у голосуванні, підтримали Акт проголошення незалежності України, прийнятий Верховною Радою 24 серпня 1991 року.
26 лютого 1992 року за рішенням Верховної Ради Криму Кримська АРСР була перейменована в Республіку Крим. 5 травня того ж року Верховна Рада Криму прийняла акт про проголошення державної самостійності Республіки Крим, а через день — Конституцію, яка підтвердила перейменування Кримської АРСР і визначила Республіку Крим як «демократична держава в складі України», а місто Севастополь — як місто з особливим статусом і невід'ємну частину Криму.